# Ex-Viñedos Guadalupe
Ex-Viñedos Guadalupe es una localidad del estado mexicano de Aguascalientes. Es parte del municipio de San Francisco de los Romo.

## Demografía
| Censo | Población |
| ----- | --------- |
| 2005  | 3 307     |
| 2010  | 3 499     |
| 2020  | 3 744     |